# Spilomyia fusca
Spilomyia fusca là một loài ruồi trong họ Ruồi giả ong (Syrphidae). Loài này được Loew mô tả khoa học đầu tiên năm 1864. Spilomyia fusca phân bố ở miền Tân bắc